# Jérôme Blanchard
Pour les articles homonymes, voir Blanchard.
Jérôme Blanchard (né le 20 juillet 1981 à Lyon) est un patineur artistique français de la catégorie des couples. Avec sa première partenaire Sabrina Lefrançois avec qui il a patiné de 1999 à 2004, ils ont été champion de France 2004 de la discipline.

## Biographie

### Carrière sportive

#### Enfance
Jérôme Blanchard commence le patinage artistique à 11 ans au FC LYON avec Jacqueline Nicolas-Seux, puis il s'entraînera avec Patrice Gueppe et Juliette Lescene. Il patine d'abord en individuel et malgré des débuts tardifs, il sera capable de réaliser tous les triples sauts.
Il se classe 5e des championnats de France Juniors en 1999.

#### Carrière amateur avecSabrina Lefrançois(1999-2004)

##### Saison 1999/2000
Jérôme Blanchard  choisit de patiner en couple en 1999 avec Sabrina Lefrançois après que celle-ci a pris contact avec lui. En effet, Sabrina avait quitté son ancien partenaire Nicolas Osseland et était donc à la recherche d'un nouveau partenaire. Ils vont patiner ensemble pendant cinq saisons de 1999 à 2004. Pour leur première saison en 1999/2000, entraînés par Pierre Trente, ils patinent encore chez les juniors et se classent 14e des championnats du monde junior à Oberstdorf en mars 2000.

##### Saison 2000/2001
Il patine sa première saison chez les seniors. La FFSG (Fédération française des sports de glace) les sélectionne pour patiner deux épreuves du Grand Prix ISU. En novembre 2000, ils se présentent donc au Skate Canada puis au Trophée Lalique et s'y classent respectivement 5e et 8e. Un mois plus tard, ils deviennent vice-champion de France à Briançon derrière leurs aînés Sarah Abitbol et Stéphane Bernadis. Sélectionné pour les championnats d'Europe de janvier 2001 à Bratislava, ils rentrent directement dans le top 10 du continent en se classant 5e après seulement dix-huit mois d'entraînement. Lors des championnats du monde de mars 2001 à Vancouver, ils prennent la 14e position mondiale. La fédération décide ensuite de les envoyer s'entraîner avec Richard Gauthier, l'entraîneur des champions du monde canadiens Jamie Salé et David Pelletier. La fédération pense qu'elle a trouvé en eux les dignes successeurs de Sarah Abitbol et Stéphane Bernadis.

##### Saison 2001/2002
Le couple va être forfait toute la saison. En effet, Sabrina Lefrançois souffre dès l'été 2001 d'une sciatique qui va la handicaper au niveau de sa jambe droite. Il faut attendre six mois pour que les médecins déterminent le bon diagnostic. La lenteur de la rééducation a failli faire disparaître le couple, Sabrina tombant en dépression et Jérôme cherchant une nouvelle partenaire.

##### Saison 2002/2003
Sabrina retrouve son niveau de patinage et Jérôme décide donc de repatiner avec elle. Pour cette nouvelle saison qui commence, ils décident de rejoindre Stanislas Leonovitch, leur nouvel entraîneur. 10e au Trophée Lalique de novembre, ils reconquièrent la 2e place des championnats de France 2003 à Asnières-sur-Seine qu'ils avaient obtenue deux ans auparavant. Néanmoins, la suite de la saison est moins brillante puisqu'ils doivent de nouveau déclarer forfait pour le reste de la saison pour causes de blessures.

##### Saison 2003/2004
Ils reviennent de nouveau à la compétition. En novembre 2003, ils se classent 6e du Trophée Éric Bompard mais doivent ensuite abandonner la compétition de la Coupe de Russie. Quelques jours plus tard, à Briançon, ils deviennent champions de France. Aux championnats d'Europe de février 2004 à Budapest, ils retrouvent le top 10 européen en se classant 6e, puis lors des championnats du monde de mars 2004 à Dortmund, ils progressent dans la hiérarchie mondiale en prenant la 11e place. Les problèmes des deux saisons précédentes semblent donc terminées. Mais une nouvelle blessure de Sabrina Lefrançois au début de la saison suivante va anéantir les espoirs du couple. En effet, Sabrina décide de mettre fin à sa carrière sportive.

#### À la recherche d'une nouvelle partenaire (2004-2008)

##### Saison 2004/2005
Jérôme se lance donc à la recherche d'une nouvelle partenaire pendant la saison 2004/2005. Il fait donc de multiples essais avec plusieurs patineuses dont la russe Milica Brozovic, la luxembourgeoise Fleur Maxwell et la Française Aurore Ponomarenko. Tous les essais s'avèrent toutefois non concluants.

##### Saison 2005/2006
Au début de la saison 2005/2006, Jérôme Blanchard pense avoir trouvé la jeune femme qui lui convient en la personne de Rinata Araslanova, une patineuse de nationalité russe. Ensemble ils vont représenter la France et se présenter aux championnats nationaux 2006 à Besançon où ils deviennent vice-champions de France derrière Marylin Pla et Yannick Bonheur. C'est la troisième médaille d'argent pour Jérôme. Mais à la suite de ces championnats, le couple ne tarde pas à annoncer sa séparation, à cause des problèmes de Rinata sur les sauts individuels et sur les problèmes de naturalisation dus au refus de la fédération russe de la libérer pour patiner pour la France.

##### Saison 2006/2007
Jérôme reprend le chemin des tests avec de nouvelles patineuses françaises et étrangères. Pendant cette période, il devient également mannequin et participe en solo à des galas dans le monde.

##### Saison 2007/2008
Au cours de l'été 2007, Jérôme part en Russie pour faire de nouveaux essais avec une patineuse russe âgée de 19 ans se nommant Valeria Vorobieva. La fédération russe engage dès août 2007 une demande officielle pour que Jérôme puisse patiner avec Valeria Vorobieva pour qu'ils représentent ensemble la Russie dès la saison 2007/2008. Mais la fédération française a donné une réponse négative en septembre. Le couple décide néanmoins de poursuivre l'entraînement avec Oleg Vasiliev et de participer à plusieurs compétitions nationales en Russie. Quelques mois plus tard, la fédération française revient sur sa décision et accepte que Jérôme représente la Russie aux compétitions internationales. Se préparant pour les championnats de Russie, Oleg Vasiliev voyant que Valeria ne progresse pas, décide de séparer le couple. Oleg explique :"Au début cela a bien marché, mais depuis septembre dernier (en 2007), elle n'a pas progressé. J'ai essayé de la motiver, mais cela n'a pas fonctionné".

#### Carrière professionnelle (2008-2010)
Finalement, Jérôme décide d'arrêter sa carrière amateur en 2008. En août 2008, il signe un contrat pour un show TV à Moscou appelé "Dancing on Ice". Il partage la vedette entre autres avec les russes Maria Butyrskaya et Elena Berejnaïa, l'américain John Zimmerman et le chanteur Dima Bilan qui a gagné le concours eurovision de la chanson 2008 à Belgrade. Il patine dans plusieurs galas en Russie dont "Star Ice show" où il s'est associé à la chanteuse Julia Savicheva.

#### Carrière amateur avecMaria Mukhortova(2010-2011)

##### Saison 2010-2011
En mai 2010, à la suite d'une suggestion de l'ancien entraîneur Oleg Vasiliev, Jérôme Blanchard fait son retour au sport de haut niveau en s'associant avec une nouvelle partenaire russe: Maria Mukhortova. Celle-ci était en effet à la recherche d'un nouveau partenaire, à la suite de la dissolution de son couple avec Maksim Trankov. Ils patinent ensemble dès la saison 2010/2011. Fin décembre 2010, ils se classent 7e des championnats de Russie, ce qui les privent de participer aux grands championnats internationaux. Le manque de soutien de la fédération russe met fin à leur collaboration en février 2011. Le 4 mars, Oleg Vasiliev confirme la fin de leur partenariat et Jérôme Blanchard retourne en France pour travailler à l'hôtel familial.

## Palmarès
Avec 3 partenaires principales:
- Sabrina Lefrançois  (1999-2004)
- Rinata Araslanova  (2005-2006)
- Maria Mukhortova  (2010-2011)

| Compétition                        | 2000    | 2001    | 2002    | 2003    | 2004    |  | 2005    | 2006    | ... | 2011    |  |  |  |  |
| Jeux olympiques d'hiver            |         |         |         |         |         |  |         |         |     |         |  |  |  |  |
| Championnats du monde              |         | 14e     |         |         | 11e     |  |         |         |     |         |  |  |  |  |
| Championnats d’Europe              |         | 5e      |         | F       | 6e      |  |         |         |     |         |  |  |  |  |
| Championnats de France             |         | 2e      | F       | 2e      | 1er     |  |         | 2e      |     |         |  |  |  |  |
| Championnats de Russie             |         |         |         |         |         |  |         |         |     | 7e      |  |  |  |  |
|                                    |         |         |         |         |         |  |         |         |     |         |  |  |  |  |
| Grand Prix ISU                     | 1999/00 | 2000/01 | 2001/02 | 2002/03 | 2003/04 |  | 2004/05 | 2005/06 | ... | 2010/11 |  |  |  |  |
| Skate Canada                       |         | 9e      |         |         |         |  |         |         |     |         |  |  |  |  |
| Trophée de France                  |         | 8e      |         | 10e     | 6e      |  |         |         |     |         |  |  |  |  |
| Coupe de Russie                    |         |         |         |         | A       |  |         |         |     |         |  |  |  |  |
| Légende : F= Forfait ; A = Abandon |         |         |         |         |         |  |         |         |     |         |  |  |  |  |